# 浜田道彦
浜田 道彦（はまだ みちひこ、1958年9月17日 - ）は、日本の俳優。有限会社宝井プロジェクト所属。

## 人物
三重県出身。血液型はAB型、身長170cm、体重90kg。特技は空手、関西弁。趣味は料理。1989年に「劇団創劇舎」を旗揚げ。

## 出演

### テレビドラマ
- 山河燃ゆ（1984年、NHK）※デビュー作
- 僕が彼女に、借金をした理由。（1994年、TBS） - やくざ役
- 十時半睡事件帖（1994年、NHK） - よいどれ 役
- 刑事追う!（1996年、テレビ東京） - 山田刑事 役 ※セミレギュラー
- ガラスの仮面 第10話（1997年9月8日、テレビ朝日）
- コーチ スペシャル（1997年、フジテレビ） - 漁師 役
- ラブジェネレーション（1997年、フジテレビ）
- 徳川慶喜（1998年、NHK大河ドラマ）
- ハルモニア（1998年、日本テレビ）
- 恋はあせらず（1998年、フジテレビ） - 刑事 役
- 火曜サスペンス劇場（日本テレビ）
  - 追跡 第3話（1998年3月10日）
  - 弁護士・朝日岳之助 第13作（1999年7月）
- ズッコケ三人組（1999年、NHKドラマ愛の詩） - テキ屋 役
- すずらん（1999年、NHK） - 町の人 役
- 池袋ウエストゲートパーク（2000年、TBS） - ヤクザ 役
- 編集王（2000年、フジテレビ） - セコンド 役
- トリック 第1シリーズ（2000年、テレビ朝日） - 島民 役
- 喪服のランデヴー（2000年、NHK） - 所轄刑事 役
- ストレートニュース（2000年、日本テレビ） - 警備員 役
- サラリーマン金太郎 第2期（2000年、TBS） - 刑事2 役
- 新宿暴走救急隊（2000年、日本テレビ） - 刑事 役
- 恋人はスナイパー（2001年、テレビ朝日） - 中国体育局軍人 役
- ハンドク!!!（2001年、TBS） - 警備員 役
- 明日があるさ スペシャル（2002年、日本テレビ） - 店主A 役
- 新・愛の嵐（2002年、フジテレビ） - 小作人 役
- 太陽の季節（2002年、TBS） - 捜査員 役
- 女と愛とミステリー（テレビ東京）
  - 朱夏 警視庁脅迫事件（2003年8月20日） - 刑事 役
- ハコイリムスメ!（2003年、関西テレビ・フジテレビ系） - 麓の店主 役 ※セミレギュラー
- ヤンキー母校に帰る（2003年、TBS） - 陸上部顧問 役
- 顔（2003年、フジテレビ）
- 土曜ワイド劇場（テレビ朝日）
  - お祭り弁護士・澤田吾朗 第4作（2004年1月）
- めだか（2004年、フジテレビ）
- 日本の仰天三面記事（再現VTR）
- タイヨウのうた（2006年、TBS） - 看守 役
- クロサギ（2006年、TBS）
- ヅラ刑事 頭上最大の決戦（2007年、フジテレビ） - オヤジ刑事・大矢治五郎 役
- Good Job〜グッジョブ（2007年、NHK）
- ラスト・フレンズ（2008年、フジテレビ）
- 七瀬ふたたび（2008年、NHK）
- ガリレオΦ（2008年10月4日、フジテレビ）浜田純磨 名義 - 漁師 役
- 非婚同盟（2009年、東海テレビ・フジテレビ系） - 酔客 役
- ぼくの妹（2009年、TBS） - 運送屋社長 役
- 救命病棟24時 第4シリーズ（2009年、フジテレビ） - 患者 役
- 華麗なるスパイ（2009年、日本テレビ） - セミレギュラー
- 遺留捜査 第1シーズン（2011年、テレビ朝日）
- 南極大陸（2011年、TBS） - 溶接工 役
- ハンチョウ〜警視庁安積班〜 シリーズ6（2013年、TBS） - 寺田政則 役
- リーガルハイ（2013年、フジテレビ） - 平山 役
- 町医者ジャンボ!!（2013年、読売テレビ・日本テレビ系） - 漁師 役
- 戦力外捜査官（2014年、日本テレビ） - 津久井啓介 役
- 慰謝料弁護士〜あなたの涙、お金に変えましょう〜（2014年、読売テレビ・日本テレビ系） - 商店街会長・小林博康 役
- 相棒（テレビ朝日）
  - season13 第5話（2014年11月12日） - 警官 役
  - season17 第6話（2018年11月21日） - 足立博夫役
  - season18 第13話（2020年1月22日） - 神木村住民 役
- お義父さんと呼ばせて（2016年、関西テレビ・フジテレビ系） - 戸倉社長 役
- 逃げるは恥だが役に立つ（2016年、TBS） - 屋台のおじさん 役
- 黒い樹海（2016年、テレビ朝日） - 蕎麦屋「丸藤」の店主 役
- 犯罪症候群（2017年、東海テレビ・WOWOW） - 工場長 役
- だが、情熱はある 第6話（2023年、日本テレビ） - ヤジる観客 役
- 婚活1000本ノック 第6話（2024年2月21日、フジテレビ）- 村人 役

### 映画
- ミンボーの女（1992年5月16日、東宝）
- GTO（1999年12月18日、メリエス） - 新聞社社員 役
- 川の流れのように（2000年4月29日、ディステニー）
- OUT（2002年10月19日、サンダンスカンパニー） - 衣笠警部補 役
- 13階段（2003年2月8日、プルミエインターナショナル）
- レディ・ジョーカー（2004年12月11日、東映）
- ヅラ刑事（2006年9月16日） - オヤジ刑事・大矢治五郎 役
- 黄金を抱いて翔べ（2012年11月3日） - 警官 役
- バンクーバーの朝日（2014年12月20日） - 加田多吉 役
- ジョーカー・ゲーム（2015年1月31日）
- Fukushima 50（2020年3月6日）
- マイ・ブロークン・マリコ（2022年9月30日）
- 大脱獄（アースドリームカンパニー） - 看守 役
- 李欧（東北新社クリエイツ） - 工場従業員 役
- ナニワ金融道（日活）
- 容疑者 室井慎次
- 人間の約束

### ビデオ
- ウルトラセブン1999最終章6部作 第3話「果実が熟す日」（1999年9月5日、バップ） - 倉庫番 役

### 配信ドラマ
- 相棒 sideA（2024年3月30日、TELASA） - 中華屋の主人 役